# 訪問看護
訪問看護（ほうもんかんご、英: Health Visiting, Visiting Nursing）とは看護師（准看護師を含む）などが療養を必要とする者の自宅や老人ホームなどの施設を訪問すること。またはその訪問時に行われるサービスのこと。在宅医療の一つ。

## 定義
介護保険法第8条4項において訪問看護は以下に定義される。
また、指定居宅サービス等の事業の人員、設備及び運営に関する基準（以下、居宅運営基準）第59条において、
と定義される。
人員
病院又は診療所以外の指定訪問看護事業所で保健師、看護師又は准看護師は常勤換算方法で、2.5人以上が必要であり、理学療法士、作業療法士又は言語聴覚士は指定訪問看護ステーションの実情に応じた適当数でよい（居宅運営基準第60条）。
管理者
指定訪問看護事業者は、指定訪問看護ステーションごとに専らその職務に従事する常勤の管理者を置かなければならない。ただし、指定訪問看護ステーションの管理上支障がない場合は、当該指定訪問看護ステーションの他の職務に従事し、又は同一敷地内にある他の事業所、施設等の職務に従事することができる、そして管理者は保健師又は看護師でなければならない。ただし、やむを得ない理由がある場合は、この限りでない（居宅運営基準第61条）。
運営
指定訪問看護事業者は、利用申込者の病状、当該指定訪問看護事業所の通常の事業の実施地域等を勘案し、自ら適切な指定訪問看護を提供することが困難であると認めた場合は、主治の医師及び居宅介護支援事業者への連絡を行い、適当な他の指定訪問看護事業者等を紹介する等の必要な措置を速やかに講じなければならない（居宅運営基準第63条）。
指定訪問看護事業者は、指定訪問看護を提供するに当たっては、居宅介護支援事業者その他保健医療サービス又は福祉サービスを提供する者との密接な連携に努めなければならない、また指定訪問看護の提供の終了に際しては、利用者又はその家族に対して適切な指導を行うとともに、主治の医師及び居宅介護支援事業者に対する情報の提供並びに保健医療サービス又は福祉サービスを提供する者との密接な連携に努めなければならない。（居宅運営基準第64条）。
指定訪問看護事業者は、指定訪問看護の提供の開始に際し、主治の医師による指示を文書で受けなければならない、また主治の医師に訪問看護計画書及び訪問看護報告書を提出し、指定訪問看護の提供に当たって主治の医師との密接な連携を図らなければならない（居宅運営基準第69条）。この訪問看護計画書は利用者の希望、主治の医師の指示及び心身の状況等を踏まえて、療養上の目標、当該目標を達成するための具体的なサービスの内容等を記載したものであり、既に居宅サービス計画等が作成されている場合は、当該計画の内容に沿って、作成に当たっては、その主要な事項について利用者又はその家族に対して説明し、利用者の同意を得て、作成した際には、当該訪問看護計画書を利用者に交付しなければならない（居宅運営基準第70条）。
指定訪問看護事業者は、看護師等にその同居の家族である利用者に対する指定訪問看護の提供をさせてはならない（居宅運営基準第71条）。
指定訪問看護事業者は、利用者に対する指定訪問看護の提供に関する、主治の医師による指示の文書、訪問看護計画書、訪問看護報告書などの記録を整備し、その完結の日から二年間保存しなければならない（居宅運営基準第71条）。

## 仕事内容
訪問看護において提供される主なサービスとしては、以下のようなものがある。
- 療養上の世話 - 身体の清拭、洗髪、入浴介助、食事や排泄などの介助・指導、褥瘡予防の指導等
- 医師の指示による医療処置
- 病状の観察 - 病気や障害の状態、血圧・体温・脈拍などのチェック
- 医療機器の管理 - 在宅酸素、人工呼吸器などの管理
- ターミナルケア - 在宅看取り、エンゼルケア、グリーフケア
- 在宅でのリハビリテーション - 拘縮予防や機能の回復、嚥下機能訓練等
- 家族等への介護支援・相談 - 介助方法の指導、相談対応、精神的支援
- 介護予防
- 意思決定支援
- 在宅支援チーム内の調整 - 医師、介護職、行政等他職種との連絡調整

特記すべき病院と在宅における看護の違いとしては、
- 訪問時にトラブルが発生しても相談できる人が近くにいないこと
- 訪問時間が限定されること
- 看護職員などの人的資源（マンパワー）が乏しいこと
- 治療機器、薬剤や看護用品といった物的資源が乏しいこと

などが特徴としてあげられ、訪問看護に携わる者には医学の総合的な知識、主治医、介護支援専門員（ケアマネジャー）などの他職種との調整能力、患者家族とのコミュニケーション能力、入浴介助やリハビリテーションなどの看護技術と転倒や疾患予防などの病気予測力や指導力、緊急時の現場での判断力などより高い専門性が求められる。

## 関連法規と制度
訪問看護は、介護保険法や公的医療保険各法（健康保険、船員保険、国民健康保険、共済組合、後期高齢者医療制度等）に基づいて訪問看護ステーションや病院・診療所などの医療機関から看護師・保健師など看護職が訪問する形態が一般的である。また、こうした公的な制度に基づかず、患者の全額自己負担により、患者の要望に対して、より柔軟に対応する訪問看護を提供する組織・企業もある。
介護保険による訪問看護の場合、利用者はまず要介護認定を受け（介護保険法第27条）、その結果に基づき、ケアマネージャーが訪問看護をサービス計画（ケアプラン）に組み入れる。ケアマネージャーから連絡を受けた医師は訪問看護指示書を訪問看護ステーションに交付し、その指示書にもとついて訪問看護が行われる。公的医療保険による訪問看護の場合、病状が安定し、又はこれに準ずる状態にあり、かつ、居宅において看護師等が行う療養上の世話及び必要な診療の補助を要する場合（健康保険法施行規則第67条）には主治医から利用を希望する訪問看護ステーションに訪問看護指示書が交付され、その指示書にもとついて訪問看護が行われる。同一利用者で介護保険と医療保険が競合する場合は介護保険の利用が優先されるが、以下の場合は医療保険からの保険給付となる。
- 末期の悪性腫瘍その他厚生労働大臣が定める疾病等の患者
- 急性憎悪により、主治医から特別訪問看護指示書が交付されたもの

訪問看護の担い手は、看護師のみならず保健師、助産師、准看護師、理学療法士、作業療法士及び言語聴覚士もその担い手とされる（健康保険法施行規則第68条）。規模の大きい訪問看護ステーションではこれらの職種の者を常勤で雇ったり、また病院併設の訪問看護ステーションであれはこれらの職種は病院内での業務と兼務することもある。
- 公的医療保険上の訪問看護の給付については訪問看護療養費を参照[注釈 1]。

## 歴史
訪問看護は1900年前後に始まった派出看護（はしゅつかんご）がもとであるといわれている。派出看護とは、訓練を受けた看護婦が患家と契約を結んで病院や患者の自宅において看護を提供することであった。1884年に有志共立東京病院(現在の東京慈恵会医科大学)が上流階級家庭を対象に始めたとされる。その後1891年に鈴木雅が慈善看護婦会(後の東京看護婦会)を創設、困窮者へ無料で派出看護を行った。1894年の日清戦争後、戦争により急性伝染病が蔓延したことや、戦時の活動により看護婦の存在が世間に認知されたことにより、派出看護婦の需要が高まった。高度成長期を迎えると、平均寿命の延長、核家族化の進行、それらに伴う一人暮らしの高齢者の増加、寝たきり高齢者の増加などが社会問題となった。それを受けて在宅患者への継続看護の一環として、1970年ごろから病院・診療所、自治体からの訪問看護が行われるようになった。
- 1888年11月に、鈴木雅子が、東京本郷で最初の派出看護婦会を開設した[11]。
- 1982年老人保健法成立。退院患者への継続看護・指導料が適用されるようになった。
- 1990年社会福祉8法改正。在宅福祉サービスの積極的推進、社会福祉事業法改正による社会福祉事業への追加、在宅福祉サービスを施設福祉サービスの市町村への一元化、市町村及び都道府県老人保健福祉計画の策定の義務化がなされた。
- 1991年老人保健法改正。老人訪問看護制度が創設。
- 1994年健康保険法改正。在宅医療の位置づけが明文化され、それまで高齢者が対象であった訪問看護は、在宅で医療・療養を受けるすべての人を対象とするものへと変わった。
- 2000年介護保険法成立。訪問看護ステーションが明文化された。このころから病院における患者の在院日数の短縮化の流れが起こり、人工呼吸器による呼吸器療法や中心静脈栄養法といった、これまで専ら病院内で行われてきた医療処置を自宅で行う在宅患者が増加した。

## 訪問看護の問題
2019年、全国訪問看護事業協会による調査で、訪問看護師の半数以上へ患者と患者家族から身体的暴力（45.1％）・精神的暴力（52.7％）・セクシャルハラスメント（48.4％）行為が行われた結果が報告された。
利用者の増加と共に、訪問介護の事業所と看護師も増加しているが、ワンオペでの負担が増加している。医療者ではない看護の補助者などの同行によって、トラブルや作業時間の減少が確認されている。